# Zdravčići
Zdravčići (Servisch cyrillisch Здравчићи) is een plaats in de Servische gemeente Požega. De plaats telt 526 inwoners (2002).